# اجاگونداهالی
اجاگونداهالی (به انگلیسی: Ajjagondahalli) یک روستا در هند است که در کارناتاکا واقع شده‌است.